# Whalleya pungens
Whalleya  es un género monotípico de plantas herbáceas de la familia de las gramíneas o poáceas. Su única especie: Whalleya pungens, es originaria de Australia. 

## Taxonomía
Whalleya pungens fue descrita por Wills & J.J.Bruhl y publicado en Australian Systematic Botany 13: 463–465, f. 1, 2c. 2000.